# Witka
Witka (polska) eller Smědá (tjeckiska) är ett vattendrag i norra Tjeckien och sydvästligaste Polen.